# 河原さぶ
河原 さぶ（かわはら さぶ、1945年11月10日 - ）は、日本の俳優、タレント。広島県呉市出身。旧芸名は河原 裕昌（かわはら ひろまさ）。1982年に現在の芸名に改名。ホリプロ・ブッキング・エージェンシー所属。

## 来歴・人物
呉市立五番町小学校から、父の転勤で東京に移り、板橋区立上板橋第二小学校、板橋区立上板橋第二中学校を経て、広島市に転居し、広島市立国泰寺中学校、広島県広島国泰寺高等学校を卒業。兄は1960年代に活動した男性コーラス・グループ、「フォー・メイツ」の河原茂樹（河原たけし）で、兄に憧れ上京した。
1965年、東映演技研修所（第一期生）に入所。2年間大部屋俳優として活動するが、「スターにしてくれ」と東映本社に直談判に行き東映をクビになる。無所属時代に森﨑東から声をかけられ1970年、森崎監督の映画『高校さすらい派』（松竹）の暴走族役でデビューした。森崎の勧めで劇団雲附属の演劇研究所に入所し、劇団欅に所属、1975年に所属する劇団欅を離れ、演劇集団 円の設立に参加。円には10年近く在籍し、その間テレビドラマの悪役や日活ロマンポルノに出演するも、極貧生活に耐えられず退団。その後は舞台を離れテレビ・映画専門に出演している。
1988年、『母娘監禁　牝』で第9回ヨコハマ映画祭助演男優賞受賞。現在も映画、テレビドラマを中心に出演をしているが、近年は『いい旅・夢気分』、『踊る!さんま御殿!!』、『オオカミ少年』などのバラエティ番組にも出演し、タレント活動も行っている。テレビドラマ『顔』ではオダギリジョーとの共演を果たしている。
テレビアニメ『ガンバの冒険』（1975年）の主題歌「ガンバのうた」を河原裕昌名義で歌っている。河原によると、六本木でギターの流しをしていた時に、作品の音楽を担当した山下毅雄に声をかけられたのがきっかけだったとのこと。また、このときのギャラが5万円であったことを『ダウンタウンDX』で語った（2007年）。
2008年のテレ朝チャンネル『次長課長・河本準一のひと花咲かせましょう』ではアコースティックギターとハーモニカを使ってブルースを歌った。
2011年、腹膜炎を患ったのを機に故郷に戻る。
2013年から実施されている広島県の観光プロモーション「おしい！広島県」に参加。自虐的に「おしい！」を押し出したプロモーションに異を唱え、「おいしい！広島県」を主張して県を紹介する、という役割を演じた。

## 出演

### テレビドラマ

#### NHK
- 大河ドラマ
  - 勝海舟（1974年） - 桑田 役
  - 草燃える（1979年） - 盗賊 役
  - おんな太閤記（1981年） - 蜂須賀又十郎 役
  - 徳川家康（1983年） - 大久保新八郎 役
  - 山河燃ゆ（1984年） - 山田 役
  - 独眼竜政宗（1987年） - 福島正則 役
  - 春日局（1989年） - 浅野幸長 役
  - 太平記（1991年） - 南重長 役
  - 炎立つ（1993年） - 鬼丸 役
  - 毛利元就（1997年） - 亀井秀綱 役
  - 義経（2005年） - 熊坂長範 役
- 連続テレビ小説
  - 本日も晴天なり（1982年） - 船田 役
  - おしん（1983年）
- 宮本武蔵（1984 - 1985年） - 菰の十郎 役
- 日曜はダメよ（1993年） - 先輩・サブやん 役
- 腕におぼえあり（1993年） - 源七 役
- 照柿（1995年11月12日、NHK BS2） - 江口刑事 役[4]
- 天晴れ夜十郎（1996 - 1997年） - 弥平 役
- 聖徳太子（2001年） - 大伴連囓 役
- ノースポイント（2003年） - 小幡 役
- ジャッジ 〜島の裁判官奮闘記〜（2007年） - 大郷信正 役

#### 日本テレビ
- 火曜日の女シリーズ「ガラス細工の家」（1973年、ユニオン映画）
- 子連れ狼 第三部 第14話（1976年） - 三州屋の男性 役
- 前略おふくろ様（1977年） - 加東 役
- 熱中時代 刑事編 第1話「新米刑事現る」（1979年） - サングラスの男 役
- 事件記者チャボ! 第18話「春です!! 通り魔がでたぁ?」（1984年） - 警官 役
- 星雲仮面マシンマン 第21話「雨雨降れ降れ!」（1984年） - 山崎 役
- 太陽にほえろ! 第649話「ラストダンス」（1985年5月17日） - タクシー運転手 役
- あぶない刑事 第8話「偽装」（1986年） - 郷田 役
- 長七郎江戸日記（1989年） - すっぽんの佐八 役
- 西遊記（1993年） - 猪八戒 役
- 横浜心中（1994年） - 小松田勝 役
- 金田一少年の事件簿（1995年） - 雨宮良造 役
- 松本清張サスペンス特別企画・熱い絹（1998年、読売テレビ） - ラザリ 役
- 戦国自衛隊・関ヶ原の戦い（2006年） - 島津義弘 役
- DRAMA COMPLEX「恋人たちの記憶」（2006年7月25日）
- 戦力外捜査官（2014年） - 辺見勝久 役
- 火曜サスペンス劇場
  - 松本清張スペシャル 渡された場面（1987年） - 末田三郎 役
  - 浅見光彦ミステリー1・平家伝説殺人事件（1987年9月8日） - 田口刑事 役
  - 小京都ミステリー10・安芸奥の細道殺人事件（1993年12月7日） - 竹原警察署・高木警部 役
  - 九門法律相談所2・高価なツケ〜鎌倉海岸遺産相続殺人！48万円の愛情と4億円の憎悪〜（1994年8月23日） - 林刑事 役
  - 検事霧島三郎（1994年 - 1999年） - 桑原刑事 役
  - 盲人探偵・松永礼太郎2 ピアニストを探せ（1994年） - 宮本 役
  - 正当防衛（1995年10月3日） - 寺沢刑事 役
  - 検事・霞夕子15・知らなかった（2000年2月1日） - 梅村警部補 役
  - 取調室15・佐賀と東京の同時殺人－惨殺死体と水死体を結ぶ奇妙な女の友情（2001年12月18日） - 沼田秀夫 役
  - 弁護士・朝日岳之助17・開かずの扉（2002年8月27日） - 電気工務店主・佐伯総一郎 役
- 火曜ドラマゴールド
  - 美貌のメス 脳神経外科医・津山慶子（2007年） - 津山一郎 役
- 有閑倶楽部 第4話（2007年） - きぬの弟 役
- ヤスコとケンジ　第8話（2008年） - 工事責任者 役

#### TBS
- 夜明けの刑事 第24話「ふるさとの母に向かって走れ!」（1975年） - 作業員 役（※ノンクレジット）
- 赤い衝撃 第29話「愛よ走れ！」（1977年） - 陸上競技会の係員 役
- 野性の証明（1979年、毎日放送） - 宇田刑事 役
- 噂の刑事トミーとマツ 第34話「海だ、水着だ、ギャル一杯」（1980年、TBS / 大映テレビ）
- 西田敏行の泣いてたまるか 第11話「犬ちゃん恋におちて」（1987年）
- 水戸黄門
  - 第18部 第30話「天下の嶮の悪退治 -箱根-」（1989年4月10日） - 寅吉 役
  - 第19部 第23話「謎の用心棒 -飯山-」（1990年3月5日） - 仙八 役
  - 第20部 第35話「偽者亭主の親孝行 -松本-」（1991年7月8日） - 金次 役
- 大岡越前
  - 第11部 第3話「薬袋に黒い罠」（1990年5月7日） - 紋三 役
  - 第12部 第23話「駕籠屋が見ていた真犯人」（1992年3月23日） - 権三 役
- Dear ウーマン（1996年） - 赤塚所長 役
- 元旦特別企画・松本清張原作「天城越え」（1998年）
- ランデヴー（1998年） - 岩田賢吾 役
- はれ時々くもり（1999年） - 大山社長 役
- ケイゾク 特別篇（1999年） - 壁谷学副署長 役
- ウルトラシリーズ
  - ウルトラマンガイア（1999年） - 社長 役
  - ウルトラマンマックス（2005年、中部日本放送） - 水上 役
- Beautiful Life（2000年）
- QUIZ（2000年） - 市井沙俊刑事 役
- 三代目のヨメ!（2008年） - 米田遼太郎 役
- ぼくの妹（2009年） - 守海吾朗 役
- 月曜ゴールデン「十津川警部シリーズ40・生命〜ベールに包まれた誕生の秘密〜」（2008年10月13日） - ハスミ医療機器販売社長・蓮見孝輔 役

#### フジテレビ
- ライオン奥様劇場・春泥尼（1975年）
- 華麗なる刑事 第1話「月曜日には赤いバラを」（1977年）
- 闇を斬れ （1981年、関西テレビ）
  - 第8話「女体にひびくオルゴール」 - がまの膏売り 役
  - 第20話「本日鬼退治の日にて候」 - 清六 役
- 松本清張作家活動40年記念・波の塔 （1991年、共同テレビ）
- 世にも奇妙な物語
  - 第3シリーズ「青い鳥」（1992年） - 石田国男 役
  - SMAPの特別編「エキストラ」（2001年1月1日） - 徳田 役
- ひとつ屋根の下（1993年） - 社長 役
- じゃじゃ馬ならし（1993年） - 高木 役
- 時をかける少女（1994年） - 浅倉哲治 役
- 古畑任三郎 第8回「殺人特急」（1994年6月1日） - 宍戸隆(興信所所長) 役
- 金曜エンタテイメント
  - 浅見光彦シリーズ1（1995年） - 高木正一 役
  - おばさんデカ 桜乙女の事件帖2（1995年） - 佐々山誠一 役
  - 左手に告げるなかれ（1997年）
  - サラリーマン刑事（1998 - 2000年） - 御子柴刑事 役
  - 屋台弁護士1（2005年） - 朝倉竜次 役
- 100億の男（1995年） - 渡辺太造 役
- 3番テーブルの客（1997年）
- それが答えだ!（1997年） - 大沼長作 役
- 鬼平犯科帳（1997年） - 犬神の竹松 役
- 少年タイヤ（2001年） - 長老・トク 役
- 旗本退屈男（2001年） - 両国屋徳右衛門 役
- 盤嶽の一生 第6話「流れ者」（2002年） - 縄手の久六 役
- 真珠夫人（2002年、東海テレビ） - 杉野直輔 役
- 顔（2003年） - 佐藤勇三 役
- 劇団演技者。（2004年） - イガラシの上司 役
- 人間の証明 第4話（2004年） - 刑事 役
- 恋におちたら〜僕の成功の秘密〜（2005年） - 「伊勢屋」の主人 役
- 医龍-Team Medical Dragon-2（2007年） - 田島由紀夫 役
- 拝啓、父上様（2007年） - 加納善吉 役
- 未来世紀シェイクスピア（2008年、関西テレビ） - リア王 役
- 0号室の客「ロックな男」（2010年）
- 金曜プレステージ
  - 医療捜査官 財前一二三（2011年） - 塩山富一 役
  - 外科医 鳩村周五郎9（2012年） - 石橋幸太郎 役

#### テレビ朝日
- 特別機動捜査隊
  - 第320話「女の坂道」（1967年）
  - 第464話「玄界灘の夕焼け」（1970年） - 椎名 役
- 非情のライセンス第1シリーズ 第34話「兇悪の遊戯」（1973年） - トラック運転手 役 ※ノンクレジット
- 特捜最前線
  - 第85話「死刑執行0秒前!」（1978年） - 阿久根 役
  - 第96話「強奪・花のスーパー・ヤング!」（1979年）
  - 第270話「赤い髪の女!」（1982年）
  - 第430話「昭和60年夏・老刑事船村一平退職!」（1985年）
- ニュードキュメンタリードラマ昭和 松本清張事件にせまる 第7回「下山総裁怪死事件 マイ・レール・ロード」（1984年）
- 女捜査官（ABC / テレパック）
  - 人妻捜査官 第5話「疑惑!?蒸発妻が働く温泉町」（1984年）
  - 女ふたり捜査官 第18話「亭主の職業は泥棒だった」（1987年）
- 必殺シリーズ
  - 必殺仕事人V・旋風編 第8話「主水、コールガールの仇をうつ」（1987年） - 鎌吉 役
  - 必殺仕事人2007（2007年、朝日放送共同制作） - 播磨屋藤左衛門 役
- 三匹が斬る!
  - 続・三匹が斬る! 第14話「人質の、母娘が送る流人舟」（1989年） - 松浪蔵人 役
  - 新・三匹が斬る! 第18話「血槍舞い、死んで咲かせた忠義花」（1993年） - 五郎八 役
- 七人の女弁護士（1991年） - 岩森辰治 役
- はぐれ刑事純情派（1993年、第6シリーズ）第19話「女詐欺師を狙った男」 - 三谷正男 役
- プリズンホテル（1999年） - 梶平太郎 役
- トリック（2000年） - 青木正吾 役
- 早乙女タイフーン（2001年） - 浜岡長一郎 役
- おみやさん
  - （2002年） - 佐々木龍三 役
  - （2006年） - 山下雄三 役
- 京都地検の女（2003年） - 佐久間淳 役
- 恋は戦い!（2003年） - 高盛光一 役
- OL銭道（2003年） - 西木田誠 役
- 忠臣蔵（2004年） - 大竹重兵衛 役
- 相棒（2004年） - 美濃部耕筰刑事 役
- ミステリー民俗学者 八雲樹（2004年） - 小磯重昭 役
- 科捜研の女（2004年） - 安藤達雄 役
- はみだし刑事情熱系
  - （1997年）- 酒田陽介 役
  - （1999年）- 相馬義雄 役
  - （2004年）- 九十九仙一 役
- 警視庁捜査一課9係
  - 警視庁捜査一課9係 season1（2006年5月10日） - 神崎吾輔 役
  - 新・警視庁捜査一課9係 （第4シリーズ）（2009年8月12日）- 野田重雄 役
  - 警視庁捜査一課9係 season7（2012年7月11日） - 斉藤茂三郎 役
- 聖徳太子の超改革（2007年） - 煬帝 役
- 帰ってきた時効警察第8話（2007年） - 福田幸吉 役
- その男、副署長〜京都河原町署事件ファイル〜（2008年） - 黒川道念住職 役
- パズル（2008年、朝日放送共同制作） - 土田昭吾朗 役
- 崖っぷちのエリー〜この世でいちばん大事な「カネ」の話（2010年、朝日放送共同制作） - 相川源造 役
- 秘密（2010年） - 直子の父 役
- 土曜ワイド劇場
  - 松本清張の事故（1982年）
  - 混浴露天風呂連続殺人5（1986年） - 川久保守(節子の夫) 役
  - 女弁護士 朝吹里矢子9（1987年） - 藤沢義男(調査員) 役
  - 江戸川乱歩の美女シリーズ「みだらな喪服の美女」（1994年） - 波越警部 役
  - タクシードライバーの推理日誌2（1993年） - 土上刑事 役
  - 温泉若おかみの殺人推理3（1995年） - 太田源治(板前) 役
  - 作家 小日向鋭介の推理日記（1997年） - 日比野刑事 役
  - 牟田刑事官事件ファイル（1998年） - 山野巡査長 役
  - 西村京太郎トラベルミステリー（1999年） - 安田警部 役
  - お祭り弁護士・澤田吾朗（2002年） - 菊池(総会屋) 役
  - 西村京太郎トラベルミステリー40（2003年） - 坂本警部 役
  - はみだし弁護士・巽志郎（2005年） - 後藤刑事 役
  - 温泉 (秘) 大作戦3（2006年） - 佐野達也(板長) 役
  - ショカツの女〜新宿西署・刑事課強行犯係1（2007年、朝日放送） - 篠崎貞雄(警視庁新宿西警察署盗犯係 警部補) 役
  - 温泉若おかみの殺人推理21（2009年） - 宇野久雄(古美術商) 役

#### テレビ東京
- 純愛山河　愛と誠 第14話〜　河原裕昌名義（1974年） - 豚松 役
- 大江戸捜査網 第528話「易者は殺しの暗号」（1982年）
- ドラマ女の手記「手さぐりの旅路」（1986年）
- 女と愛とミステリー
  - 坊さん弁護士・郷田夢栄1（2003年） - タケさん
  - 殺意の川 尼寺説法殺人事件（2004年） - 荒木刑事
- 水曜ミステリー9
  - 刑事吉永誠一 涙の事件簿 第1作 - 第7作（2004年 - 2008年） - 神奈川県警捜査一課 川崎拓司
  - 多摩南署たたき上げ刑事・近松丙吉5（2005年） - 江田隆行
  - 捜査検事・近松茂道6（2006年） - 徳丸刑事
  - 食い道楽!出張料理人 亀崎源一（2006年） - 大庭勝男
  - 信濃のコロンボ事件ファイル14（2007年） - 外川茂
  - 港町人情ナース3（2008年） - 原口貴明
- 忠臣蔵〜決断の時（2003年） - 棟梁平兵衛
- よろずや平四郎活人剣（2007年） - 嘉助
- 湯けむりスナイパー（2009年） - 指圧師 役
- なぞの転校生（2014年） - 鎌仲龍三郎

#### WOWOW
- 幻夜（2010年） - 福田社長 役

### 映画
- 高校さすらい派（1970年） - 加島 役
- 裸の十九才（1970年）
- 高校生無頼控 突きのムラマサ（1973年） - ジロー 役
- 幸福の黄色いハンカチ（1977年）
- 皇帝のいない八月（1978年）
- 拳銃殺陣師・第一部死闘篇（1979年） - 河田十兵衛 役
- 病院坂の首縊りの家（1979年） - 五十嵐滋 役
- 刑事物語（1982年） - 三本木伸吉 役
  - 刑事物語4 くろしおの詩（1985年） - ヤクザ 役
- 居酒屋兆治（1983年） - 小寺 役
- ロケーション（1984年） - 五大 役
- 魔の刻（1985年） - マネージャー 役
- 生きてるうちが花なのよ死んだらそれまでよ党宣言（1985年） - 島袋 役
- コミック雑誌なんかいらない!（1986年）
- 塀の中の懲りない面々（1987年）
- 女咲かせます（1987年）
- オバケちゃん（1987年）
- メイク・アップ（1987年）
- 猫のように（1988年） - 桑田 役
- ふ・し・ぎ・なBABY（1988年） - 大利根 役
- 黒い雨 (1989年） - 養殖業者・金丸 役
- cfガール（1989年） - 浦田 役
- 丹波哲郎の大霊界2 死んだらおどろいた!!（1990年） - 男性候補者 役
- ふうせん（1990年） - 前川茂雄 役
- 遺産相続（1990年） - 不動産屋 役
- すっぽんぽん（1990年） - 岩清水鶴之助 役
- スキンレスナイト（1991年） - 大屋幹夫 役
- あの夏、いちばん静かな海。（1991年） - 田向 役
- 青春デンデケデケデケ （1992年） - 吉田工場長 役
- 寒椿（1992年） - 撃剣の浜田 役
- 寝取られ宗介（1992年）
- 空がこんなに青いわけがない（1993年）
- 釣りバカ日誌スペシャル（1994年）
- ヒーローインタビュー（1994年）
- 集団左遷（1994年） - 赤倉志郎 役
- 復讐の帝王（1995年） - 森下公介 役
- さよならニッポン! （1995年） - 番名勝敏 役
- 白鳥麗子でございます!（1995年） - 秋本光平 役
- スキヤキ（1995年） - 木村総一 役
- キャンプで逢いましょう（1995年）
- 美味しんぼ（1996年） - 築地の店員 役
- 友子の場合（1996年） - 電車の夫婦 役
- スーパースキャンダル（1996年） - 映画カメラマン 役
- HAPPY PEOPLE/ハッピーピープル（1997年） - 新居浜 役
- OL忠臣蔵（1997年） - 占い師 役
- うなぎ （1997年） - 郷誠太郎 役
- 陽炎3（1997年） - 警官 役
- 二宮金次郎物語 愛と情熱のかぎり（1998年） - 呉服屋 役
- SADA〜戯作・阿部定の生涯（1998年） - 職人風の男 役
- 風の歌が聴きたい（1998年） - 真壁増雄 役
- 三毛猫ホームズの推理（1998年） - タクシーの運転手 役
- Looking For（1998年） - 玩具店支店長 役
- ズッコケ三人組 怪盗X物語（1998年） - 宅和先生 役
- BLOOD 狼血（1999年） - 産婦人科医 役
- 溺れる魚（2001年） - 緒方部長 役
- 柔らかな頬（2001年） - 浅沼 役
- サムライガール21（2001年）
- ゴジラ・モスラ・キングギドラ 大怪獣総攻撃（2001年） - トラック運転手 役[1]
- 13階段（2003年） - 室戸英彦 役
- ござまれじ（2003年）
- 独立少女紅蓮隊（2004年）
- ピカ☆ンチ LIFE IS HARDだけどHAPPY（2002年）
- ニワトリはハダシだ（2003年） - 染川隆二 役
- パイルドライバー（2005年） - 藤森 役
- 恋骨 KOIBONE 劇場版（2005年）
- バッシュメント（2005年）
- 戦 IKUSA（2005年） - 丹羽日出男 役
- ゆれる(2006年）
- 22才の別れ Lycoris 葉見ず花見ず物語（2006年）
- 天国はまだ遠く（2008年） - 沢登正次 役
- ビルと動物園（2008年） - 漁師 役
- ジェネラル・ルージュの凱旋（2009年） - 市川 役
- さくらな人たち（2009年）
- ディア・ドクター（2009年）
- キャタピラー （2010年） - 村長 役
- 信さん・炭坑町のセレナーデ（2010年） - 谷村庄治
- 悪人（2010年） - 石橋理容店の客 役
- JAZZ爺MEN（2011年、宮武由衣監督） - 谷村巌 役
- セデック・バレ 第一部 太陽旗／第二部 虹の橋（2011年、台湾映画、ウェイ・ダーション監督） - 鎌田弥彦 役
- はやぶさ/HAYABUSA（2011年） - 佐川 役
- わさお（2011年） - 老人 役
- 劇場版 SPEC〜天〜（2012年） - サブ 役

日活ロマンポルノ
- 性的犯罪（1983年） - 藤森雪夫 役
- 人妻暴行マンション（1985年） - 白石宏一 役
- いたずらロリータ 後ろからバージン（1986年） - 玉二郎 役
- 潮吹き海女（1979年） - 野崎清一 役
- 看護婦日記・いたずらな指（1979年） - 吾郎 役
- のけぞる女（1980年） - 江島 役
- セクシーぷりん・癖になりそう（1981年）
- 女事務員・色情生活（1982年） - 坂口 役
- 母娘監禁 牝（1987年）
- BU・RA・Iの女（1988年） - 刑事 役
- ラスト・キャバレー（1988年）

### オリジナルビデオ
- パチンコグラフティ（1991年）
- スウィートルーム2（1993年）
- かっとびブギ2 フラットアウト・ベイビー（1993年）
- 取立屋本舗ベビィ 闇金絵巻（1993年）
- 難波金融伝ミナミの帝王4（1994年）
- パチンカー奈美3（1995年）
- 凶獣の牙（1995年）
- NINE-ONEⅡ 魔獣都市（1996年7月26日）
- 極道競馬 がぶノミ荒矢（1997年） - フジタニ社長 役
- 新 第三の極道8 腐敗官僚VS裏盃の軍団（1998年） - ヒットマン 役
- 瑠璃子女王の華麗なる日々（1998年）
- 稲川淳二の恐怖物語3（1998年）
- SHADOW シャドー（2001年）[注 1]

### ゲーム
- 相棒DS（2009年） - 天宮憲剛 役

### 海外ドラマ
- IRIS-アイリス-（2010年） - オ・ヒョンキュ 役

### 海外アニメ
- 最強武将伝 三国演義（2010年） - 董卓 役

### ラジオドラマ
- FMシアター「さまよえる二人」（2002年、NHK FM）

### バラエティ
- ひと花咲かせましょう - メインMC
- いい旅・夢気分
- 踊る!さんま御殿!!
- オオカミ少年
- 田舎に泊まろう!
- BSアニメ夜話

### CM
- アサヒビール
- 日本生命
- JR栃木
- 三洋電機
- 農林水産省（食事バランスガイド）
- おしい！広島県 THE MOVIE2（2013年8月）

## 音楽
- 『ガンバの冒険』主題歌：「ガンバのうた」（河原裕昌名義）※BGMにも河原のボーカルと思わしき曲（「ガンバのうた」の歌詞を断片的に歌ったもの）が数曲存在する。